# ترونینگ، منطقه شهری وربرگ
ترونینگ، منطقه شهری وربرگ (به سوئدی: Trönninge, Varberg Municipality) یک سکونتگاه مسکونی در سوئد است که در وربرگ مونیکیپلیتی واقع شده‌است.

## خصوصیات
ترونینگ ۰٫۵۸ کیلومترمربع مساحت و ۸۸۰ نفر جمعیت دارد.